# Gamla Ullevi
El Gamla Ullevi es un estadio de fútbol de Gotemburgo, Suecia, inaugurado el 5 de abril de 2009. El estadio ocupa el lugar del anterior estadio de la ciudad, también llamado Gamla Ullevi y cuya construcción databa de 1916. El nuevo estadio es la sede de tres equipos de fútbol de la ciudad: GAIS Göteborg, IFK Göteborg y el Örgryte IS. También es el estadio nacional de selección nacional de fútbol femenino de Suecia. La construcción del estadio estuvo rodeado de cierta controversia sobre el coste del proyecto, el nivel supuestamente bajo del estadio, así como el nombre del mismo.
El primer partido oficial en el estadio se disputó el 5 de abril de 2009 y fue un derbi entre el Örgryte IS y el GAIS, atrayendo a 17 531 espectadores. El récord de asistencia actual de 18 276, sin embargo, establecer una semana más tarde, cuando IFK Göteborg jugó su primer partido en el estadio Gamla Ullevi contra Djurgårdens IF.

## Historia

### Antecedentes
Los tres clubes de la Alianza Gotemburgo (Göteborgsalliansen) —el GAIS Göteborg, IFK Göteborg y Örgryte IS— jugaron la mayoría de sus partidos en el viejo Gamla Ullevi desde su inauguración en 1916 hasta que el nuevo estadio Ullevi fue terminado en 1958 para la Copa Mundial de fútbol de 1958 en Suecia. A partir de ese año la mayoría de los partidos se jugaron en el gran estadio con una capacidad de más de 40 000 espectadores, pero como los números de asistencia disminuyeron en la década de 1980 y principios de 1990, y en relación con la instalación de asientos de plástico, el club decidió volver al antiguo estadio. Después de una renovación, el Gamla Ullevi fue, desde 1992, nuevamente el hogar de los clubes de la Alianza.

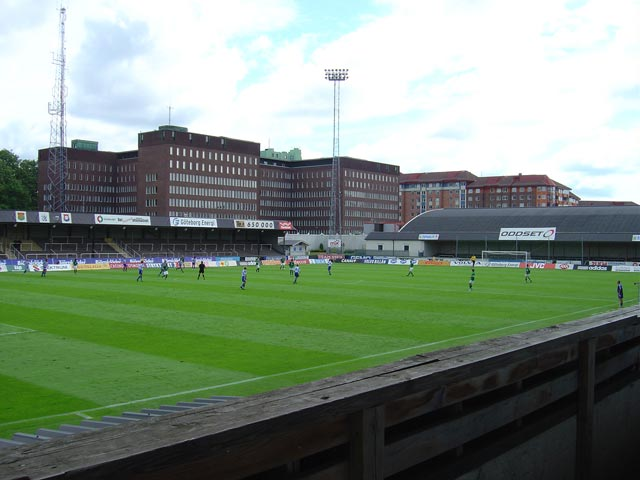
El antiguo y demolido Gamla Ullevi de 1916.

Pero jugar en un estadio construido hace casi 100 años no era lo ideal, ya que carecía de buena capacidad de servicios, seguridad y la arquitectura, ya que los graderíos sin asientos dificultaban la vista del público. Las propuestas para la modernización de uno de los dos estadios de Ullevi o la construcción de un nuevo estadio se dieron a conocer en abril de 2002. Se presentaron cuatro planes diferentes, la construcción de asientos móviles en los extremos cortos del Ullevi, dos ideas diferentes para la renovación y ampliación de Gamla Ullevi o demoler Gamla Ullevi y construir un nuevo estadio en ese sitio.
Otras propuestas de 2002 y 2003 incluyeron la construcción de un nuevo estadio en Mölndal, un municipio vecino de Gotemburgo, un nuevo estadio construido en el sitio del antiguo estadio Valhalla IP, situada entre Ullevi y Scandinavium, y una tercera sugerencia que quería demoler el Gamla Ullevi y mover todas las actividades de fútbol al Ullevi más grande, que se reconstruiría como un campo cerrado, con un terreno de juego móvil más cerca de los asientos para los partidos de la temporada regular.
Otro plan, revelado en enero de 2005, propuso un complejo deportivo gigante en el sitio de Valhalla IP, que tiene tanto un estadio de fútbol (de 28 000 asientos) con un techo retráctil y una pista de hockey sobre hielo (12 000 asientos) construido pared a pared, compartiendo varios componentes tales como bares y restaurantes. El costo fue calculado en 700 millones de coronas suecas, y el complejo sería propiedad de los tres clubes de fútbol y el mayor club de hockey en la ciudad, el Frölunda HC.

### Decisión
La propuesta que salió elegida fue demoler el Gamla Ullevi y construir un nuevo estadio en los terrenos del antiguo recinto. El comisionado municipal Göran Johansson presentó su plan para el nuevo estadio de fútbol en el lugar del Gamla Ullevi —y la idea de convertirlo en el estadio nacional para el equipo de nacional femenino— al contratista Higabgruppen, y a principios de 2005 el arquitecto Lars Iwdal consiguió un trabajo confidencial de Higabgruppen para crear un primer boceto del nuevo estadio. Lars Iwdal aseguró en una entrevista que "el hecho de que se tratase de un estadio para el fútbol femenino fue el camino de Göran llegar al municipio con el proyecto".

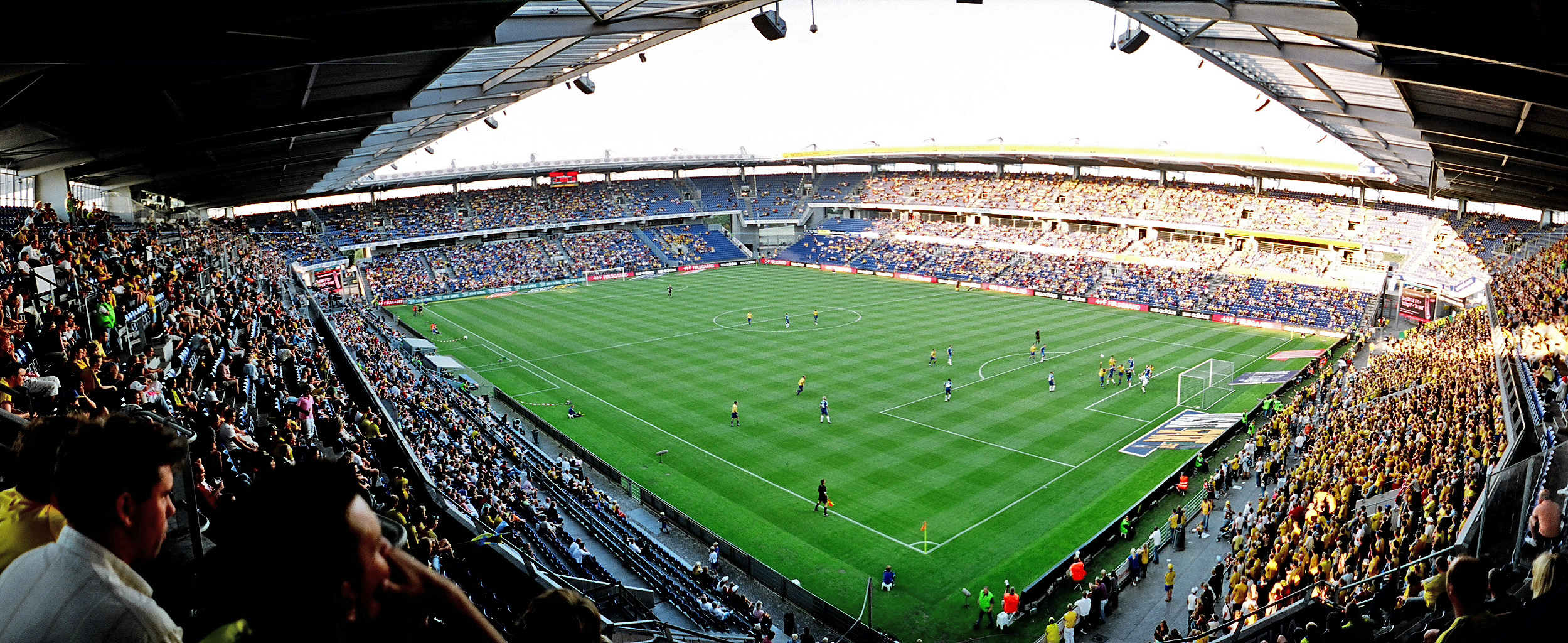
El Brøndby Stadion del Brøndby IF en Copenhague, una de las influencias para los diseños del Nya Gamla Ullevi.

La Alianza de Gotemburgo tuvo su reunión anual el 6 de abril de 2005 y el consejo decidió apoyar el plan, por lo que el 9 de abril el consejo municipal de Gotemburgo organizó una conferencia de prensa para mostrar los planes. El nuevo estadio, inspirado, entre otros, por el NRGi Park de Aarhus, el Aalborg Stadion de Aalborg y principalmente el Brøndby Stadion de Copenhague, iba a tener una capacidad de entre 16 000–18 000 espectadores con las esquinas abiertas, el costo de construcción se estimó en 180 millones de coronas suecas para el estadio y un total de 240 millones de coronas suecas incluidas las zonas comerciales en y alrededor del recinto.
El debate en los medios de comunicación después de la conferencia de prensa fue, sobre todo, por las esquinas abiertas, si la superficie debía ser césped natural o artificial y el nombre del estadio. El contratista, Higabgruppen, se mostró reacio a cerrar las esquinas del estadio, reclamando un presupuesto muy ajustado y los posibles problemas de crecimiento de la hierba si fuese elegida esa superficie. El plan original era demoler Gamla Ullevi después de la temporada 2005 y abrir el nuevo estadio en el comienzo de la temporada 2007, pero el plan se retrasó y Gamla Ullevi no fue derribado en 2005.
En cambio, los nuevos planes para la demolición del viejo estadio llegaron algunas jornadas antes del final de la temporada 2006, el 1 de octubre de 2006, pero el papeleo de nuevo aplazó el inicio y la demolición del viejo estadio comenzó varios meses más tarde, el 9 de enero de 2007. Esto también retrasó la construcción del edificio proyectado para ser terminado al inicio de la temporada 2008, en abril, pero el nuevo horario indicaba que el estadio no se terminaría hasta el otoño de 2008, probablemente alrededor de septiembre u octubre. A medida que la temporada del fútbol sueco terminaba, a finales de octubre o principios de noviembre, se decidió que los pocos partidos que quedaban de la misma no se podían disputar en el nuevo estadio y que la inauguración oficial no tendría lugar hasta el inicio de la temporada 2009.

### Construcción
El plan final del estadio y sus instalaciones se resolvió en diciembre de 2006 e incluye varias mejoras en comparación con los primeros planes presentados en 2005. El presupuesto total inicial fue de entre 240 y 270 millones de coronas suecas que, entre varias adiciones, permitió la construcción de cerrar las esquinas del recinto. Los planes originales estaban destinados para una capacidad de 17 800 espectadores divididos en 14 000 asientos —de los cuales 2 400 asientos podían ser transformados en graderíos sin asientos— y una capacidad de graderíos para aficionados de pie de 3 800. El estadio también fue planeado para ofrecer dos grandes pantallas de televisión y 2 500 m² de espacio comercial y un salón de 900 m² con 18 palcos privados.

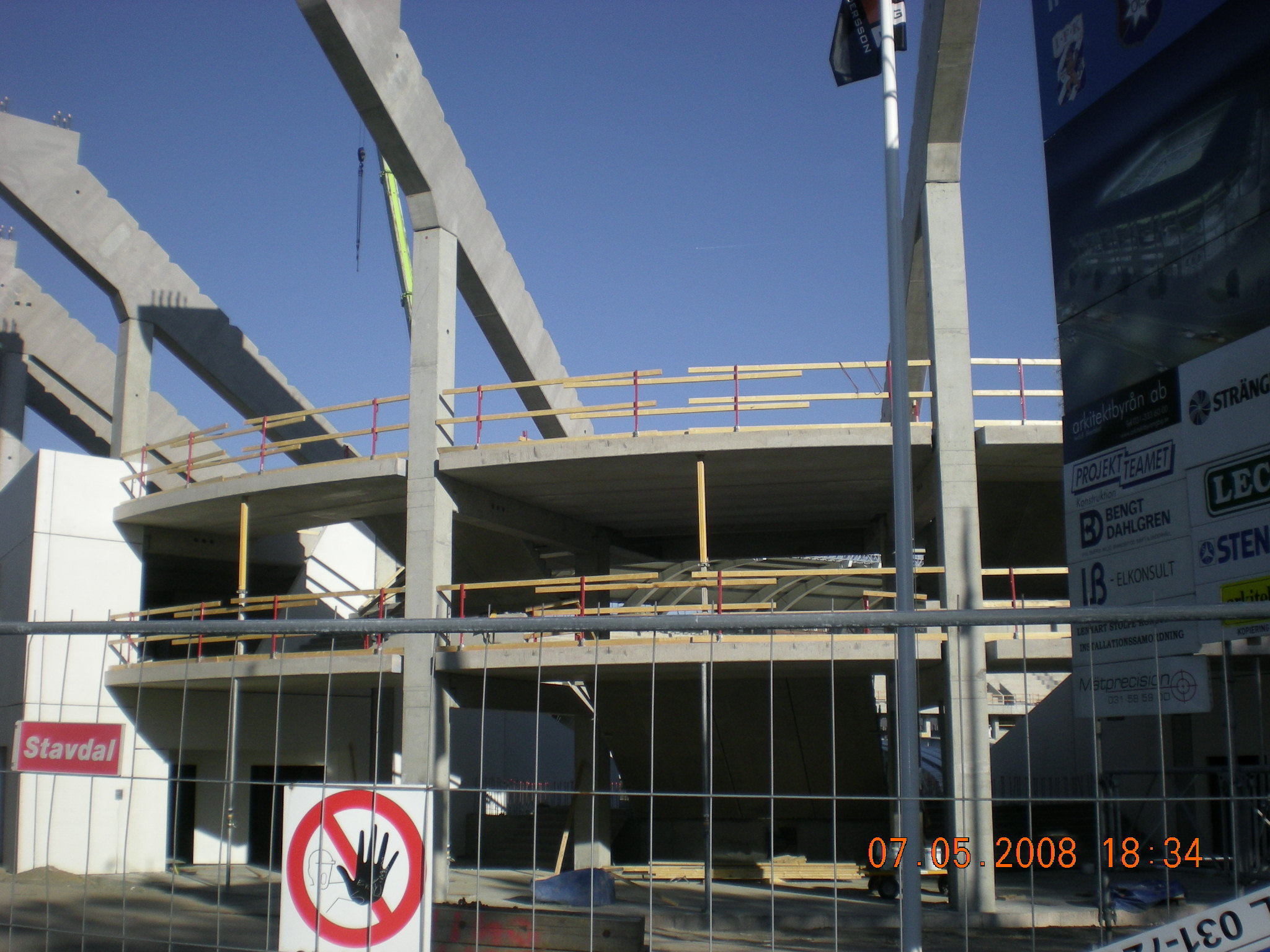
El estadio en construcción en 2008.

Finalmente no hubo techo retráctil techo sobre las gradas, ya que el costo sólo de esto hubiera sido de 300 millones de coronas suecas, más que el coste inicial proyectado de todo el estadio en sí, pero existe la posibilidad de construirlo en el futuro si se necesita. Nya Gamla Ullevi también tiene césped natural en el terreno de juego ya que el estadio fue sede de los partidos del Europeo Sub-21 2009 de la UEFA, donde todos los partidos se deben jugar en hierba. Al igual que con un techo retráctil, hay una posibilidad de cambiar a césped artificial en el futuro. También hubo algunas preocupaciones sobre si el césped natural podría crecer bien desde las esquinas cerradas y si la tribuna alta impediría que el viento y el sol llegasen al terreno de juego.

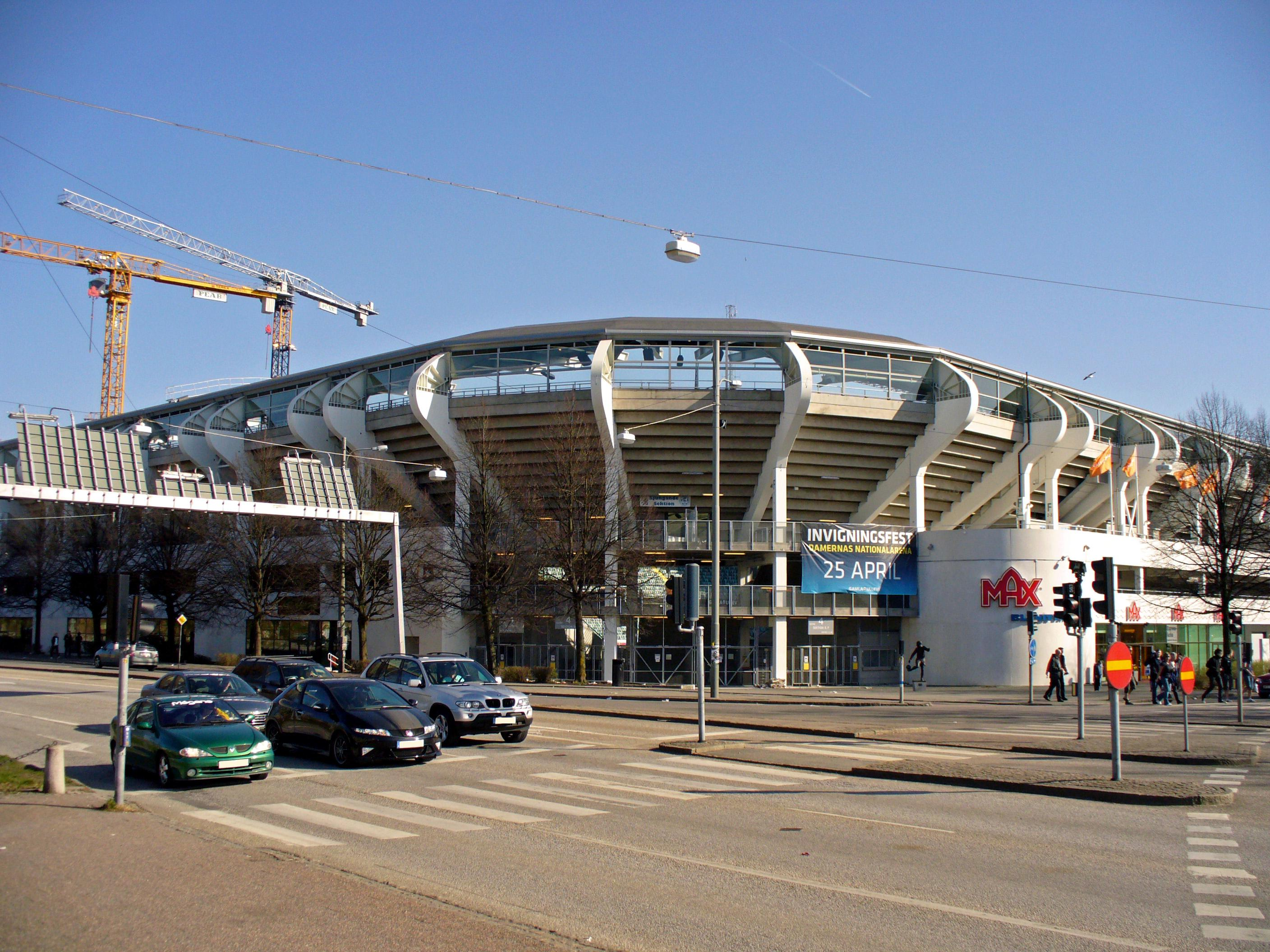
Exterior del estadio el 11 de abril de 2009, seis días después de su inauguración oficial. Aún podían verse las grúas en el estadio, como puede apreciarse en la imagen.

Durante la construcción, dos de los clubes que antes tenían su sede en el Gamla Ullevi, el GAIS y el IFK Göteborg, disputaron sus partidos como local en el estadio Ullevi, mientras que el tercer club de la Alianza, el Örgryte IS, jugó en Valhalla IP. En un principio se dijo que el Nya Gamla Ullevi se inauguraría con un partido disputado entre un equipo de la Alianza —con jugadores de los tres clubes que la conforman, al igual que cuando fue reabierto el Gamla Ullevi en 1992— y el equipo nacional de Suecia o frente un gran club europeo. Más tarde, se propuso que el equipo nacional femenino podría jugar el partido inaugural y un equipo de la Alianza jugaría un segundo partido de apertura. Nya Gamla Ullevi era, en ese momento, el segundo estadio de la primera división sueca construido desde 1966, después del Borås Arena, que fue inaugurado en 2005.
La construcción continuó como estaba prevista y el trabajo en las bases se terminó en enero de 2008, según el director del proyecto Jan-Åke Johansson de Higabgruppen. Las paredes y el techo del estadio se terminaron en agosto de 2008, a excepción de la esquina suroeste que permaneció un poco más de tiempo abierta para permitir que los vehículos de construcción y grúas se pudiesen mover con facilidad durante los trabajos. El costo calculado para el estadio había ascendido a más de 335 millones de coronas suecas excluyendo las zonas comerciales. En comparación con los 180 millones de coronas suecas, que era el costo calculado para el proyecto original, los planes nuevos y algunas otras modificaciones aumentaron el coste en un 86 por ciento.
Algunas de las especificaciones originales han cambiado con el tiempo, como el salón de 900 m² que se amplió a 1 100 m² y nueve palcos privados adicionales se agregaron a los 18 originales. Incluso la capacidad ha cambiado, como se descubrió durante la instalación de los asientos —de color verde claro y gris, una decisión un tanto controversial dado los colores de los tres clubes que juegan en el estadio— y resultó que podían montarse más de los previstos, por lo que dejaba espacio para otros mil espectadores sentados y con ello se amplíaba la capacidad a 18 800 espectadores. Las obras de construcción no tuvieron complicaciones mayores y el estadio fue planeado para ser completado antes del 30 de noviembre de 2008.
La inspección final y la instalación del césped se inició el 4 de diciembre y el único trabajo que quedaba en el propio estadio en esa fecha fue la decoración de los espacios comerciales y otras cuotas complementarias. Entre el 13-14 de diciembre, los tres clubes de la Alianza organizaron un fin de semana de puertas abiertas donde los aficionados pudieron inspeccionar el estadio en persona.

### Nombre

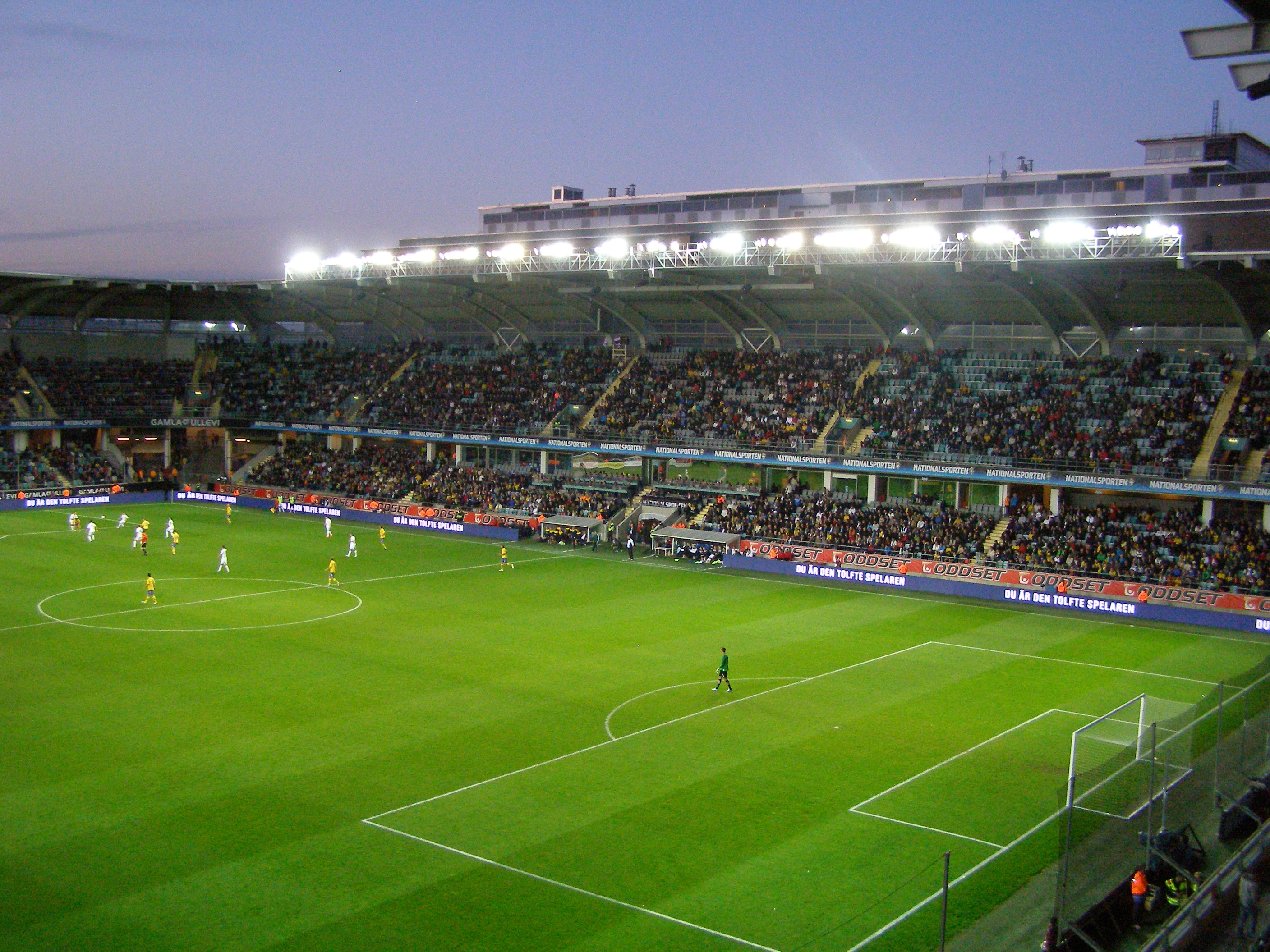
Partido en Gamla Ullevi entre e en 2012.

El nombre que se utilizó en la primera conferencia de prensa sobre el nuevo estadio fue Nya Gamla Ullevi —que significa «nuevo viejo Ullevi», un juego con el nombre de los dos anteriores estadios principales de la ciudad, Gamla Ullevi y (Nya) Ullevi— pero también se dijo que era sólo un nombre temporal y que el nombre final del estadio no llevaría, probablemente, la palabra "Ullevi", ya que sería aún más confuso que antes. El contratista, Higabgruppen, utilizó otro nombre para el proyecto "Fotbollsarenan" («El estadio de fútbol»). Uno de los nombres más discutidos al principio fue Gunnar Grens Arena, en honor a Gunnar Gren, uno de los mejores futbolistas suecos de la historia y un jugador que jugó en los tres clubes de la Alianza, que ya había sido honrado con una estatua fuera del viejo estadio. Otras sugerencias fueron Victoria Arena y Gothia Arena, pero los clubes también estaban dispuestos a vender el nombre del estadio a una empresa para generar una fuente adicional de ingresos.
Otra alternativa que se había discutido y por la que se ganaron el apoyo de todos —políticos, gobernantes, la oposición política, las organizaciones implicadas y el público en general— a medida que pasaba el tiempo era dejar el nuevo estadio con el nombre de Ullevi y, a su vez, cambiar el nombre de aquel estadio con algo más, posiblemente incluyendo "Göteborg", "Gothia" o "Gothenburg" en el nombre. El 8 de septiembre de 2008 se dictó la resolución final sobre el nombramiento del estadio a Sture Allén —secretario y exmiembro de la Academia Sueca y profesor jubilado de lingüística computacional— en cooperación con el comité de nomenclatura municipal. Su decisión fue presentada el 1 de octubre de 2008 y apoyó la idea de nombrar el estadio Gamla Ullevi, el nombre utilizado por el estadio demolido anteriormente ubicada en el mismo lugar. El nombre propuesto a continuación fue aprobado por el Comité Ejecutivo Municipal el 15 de octubre de 2008. También se presentó un plan para vender los nombres de las cuatro tribunas principales a cuatro empresas.
El nombre de Ullevi consta de dos partes. La primera parte del nombre, "Ulle-" es el genitivo de Ull, que es uno de los Æsir —un dios en paganismo nórdico— asociado al esquí, tiro con arco, la caza y la justicia, todos conectados a los deportes de una manera u otra. La segunda parte del nombre, "-vi" es un término genérico que se usa en lugar de varios nombres suecos para referirse a un santuario, un lugar sagrado o un thing. El nombre significa a lo largo de las líneas del "santuario de Ull". Hay otro gran estadio en los países nórdicos con el nombre de Ull, el estadio nacional de la selección nacional de fútbol de Noruega, Ullevaal.

## Polémica

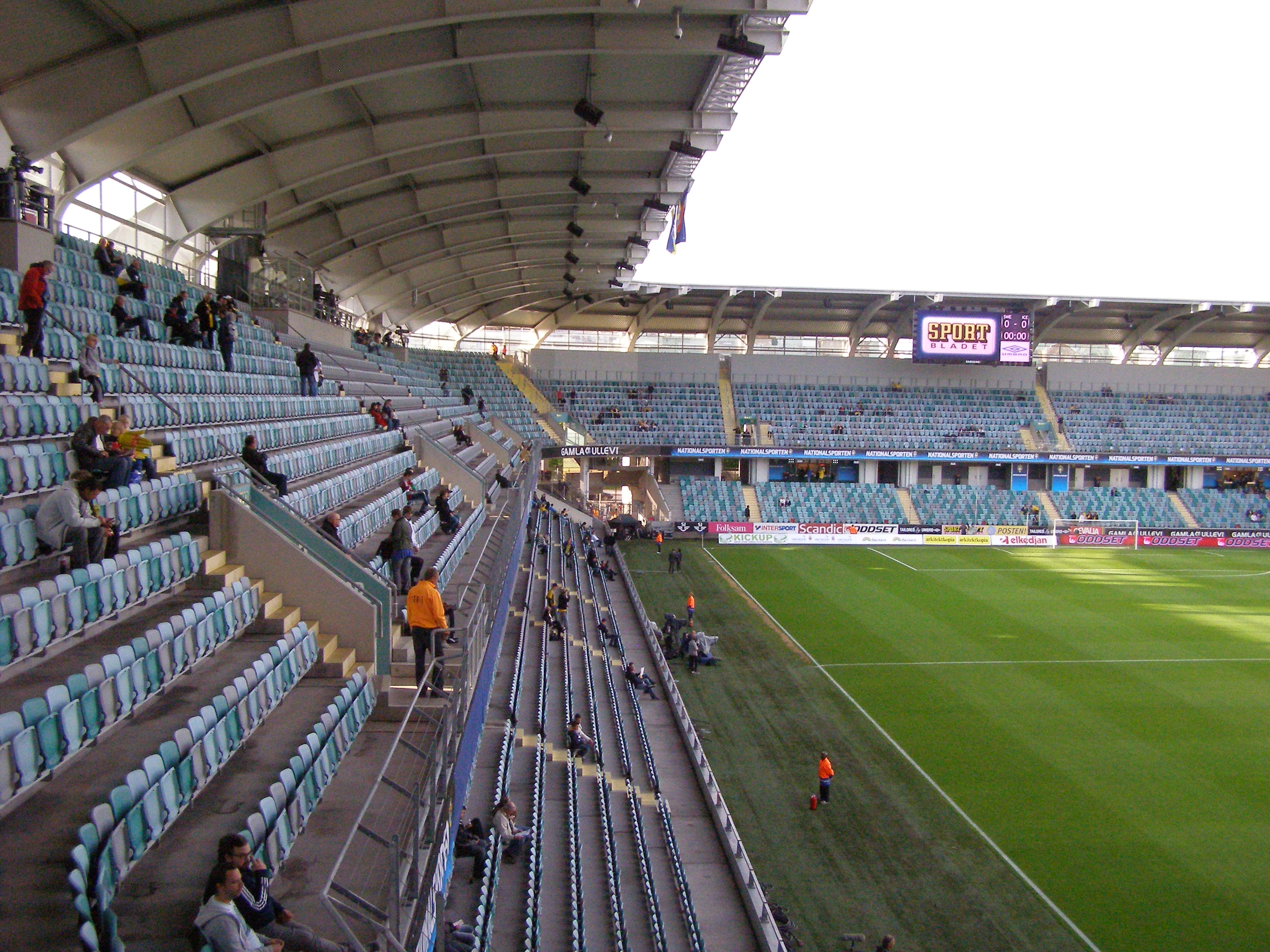
Detalle de las gradas de asientos en el interior del estadio.

Todo el proceso de toma de decisiones, incluyendo el diseño y el costo del estadio, ha sido muy criticado tanto por los aficionados, los medios de comunicación media y la oposición política de Gotemburgo. Los principales puntos discordantes fueron el misterio y precipitación en torno a la decisión, la falta de visión, incluyendo el bajo y ajustado presupuesto y la participación excesivamente política en el proceso. Algunas de las críticas fueron respondidas ya que el presupuesto se elevó ligeramente para permitir que las esquinas fuesen cerradas, pero varios puntos no fueron discutidos. Un ejemplo de ello fue que la principal fuente de inspiración fue el Brøndby Stadion, un estadio que ahora está pasando por una reforma ya que las áreas comerciales se consideraron insuficientes.
El experto en fútbol y exeditor de la revista Offside, Mattias Göransson, calificó el estadio de "construcción amateur" que llevaría a futuros conflictos, mencionando entre otras cosas la falta de restaurantes, oficinas y plazas de garaje. El presidente de en ese momento de la mayor asociación de aficionados en Gotemburgo del IFK Göteborg —Supporterklubben Änglarna—, Anders Almgren, escribió en una columna que "el estadio, actualmente en fase de diseño, no es lo suficientemente bueno, en mi opinión. Dispone de un nivel que, por lo menos como yo lo veo, es equivalente a un estadio construido en los años 1980".